# Francisco de Pina
Francisco de Pina (Guarda, 1585 –  Da Nang, 1625) foi um intérprete, missionário e padre jesuíta português, responsável pela criação da primeira escrita latinizada da língua vietnamita, na qual o alfabeto vietnamita moderno é baseado.

## Biografia
Francisco de Pina nasceu na Guarda, Portugal, em 1585 e entrou para a ordem dos Jesuítas em 1605. Nos anos entre 1611 e 1617, ele estudou no Colégio de São Paulo, Macau, onde foi exposto às obras de João Rodrigues Tçuzu. Este último foi um jesuíta português que foi pioneiro na transliteração do japonês para o alfabeto latino usando a fonética da língua portuguesa. João Rodrigues Tçuzu chegou a Macau vindo do Japão em 1614, 6 anos após concluir sua obra mais famosa sobre gramática japonesa, Arte da Lingoa de Iapam.
Francisco de Pina chegou a Đàng Trong (chamada de Cochinchina pelos europeus na época) em 1617 para substituir o jesuíta Diogo de Carvalho no trabalho missionário de evangelização desenvolvido junto com o italiano Francesco Buzomi no Vietnã moderno desde 1615. Na época, havia duas residências jesuítas portuguesas em Đàng Trong: a moderna Hội An e Qui Nhơn. Pina fixou residência em Hội An, mas seu trabalho missionário foi espalhado entre as duas missões jesuítas.
Francisco de Pina se afogou no mar na moderna Cửa Đại em 15 de dezembro de 1625 enquanto tentava resgatar hóspedes em um barco naufragado. Seu corpo foi enterrado em um local desconhecido em Hội An.

## Obras
Embora nenhuma obra de Francisco de Pina sobreviva hoje, ele é considerado o primeiro europeu capaz de falar vietnamita fluentemente, uma habilidade que ele usou em seu trabalho missionário. Pina acreditava que tal habilidade era uma parte fundamental do trabalho de evangelização e repetidamente acusou seus colegas clérigos de não agirem da mesma maneira. Pina foi pioneiro no método de registrar a língua vietnamita com caracteres latinos, que forma a base do alfabeto vietnamita moderno, enquanto ensinava a seus discípulos a língua vietnamita. O mais famoso deles é Alexandre de Rhodes, que publicou em 1651 em Roma o Dictionarium Annamiticum Lusitanum et Latinum, um dicionário trilíngue entre vietnamita, português e latim compilado por Alexandre de Rhodes a partir do trabalho de vários jesuítas portugueses (entre os quais Gaspar do Amaral, António Barbosa, António de Fontes e o próprio Francisco de Pina).
Francisco de Pina compilou um primeiro vocabulário da língua vietnamita em 1619 e relatou aos seus superiores ter composto um tratado sobre ortografia e fonética em 1622 ou 1623. Alguns estudiosos argumentaram que Pina é responsável por escrever uma gramática com base na qual Honufer Bürgin compilou e editou o texto Manuductio ad Linguam Tunkinensem independentemente do trabalho de Alexandre de Rhodes. Outros estudiosos contestaram essa conclusão reunindo evidências de que o Manuductio ad Linguam Tunkinensem foi escrito por Philippus Sibin usando o Dictionarium Annamiticum Lusitanum et Latinum de Alexandre de Rhodes como referência.